# Look at Me Now (сингл Young Buck)
«Look at Me Now» — третій сингл з дебютного студійного альбому американського репера Young Buck Straight Outta Cashville. Зміст пісні навіяно дитинством виконавця й роздумами про те, яким було життя в його батька та діда. Біт має атмосферу 70-80-х. Young Buck так описав трек: «Подивіться на мене зараз: з бруду в люди, від старих автівок до Бентлі. Загалом ця пісня супроводжує вас з точки А в точку Б».

## Відеокліп
Режисери: Saline Project. У відео Mr. Porter і Young Buck їдуть на машині (за кермом останній), щоб підібрати Тоні Єйо. Показано сцени з минулого Бака. У другій половині кліпу 50 Cent співає гук «Bonafide Hustler», а Єйо читає свій куплет з пісні. Тоні дістається до місця зустрічі на автобусі, всі троє вітаються й сідають до автомобіля. Камео: Ллойд Бенкс, Olivia.

## Список пісень
12" вінил

### Сторона А
1. «Look at Me Now» (Clean Version)
2. «Look at Me Now» (Album Version)
3. «Look at Me Now» (Instrumental)
4. «Look at Me Now» (Acapella)

### Сторона Б
1. «Bonafide Hustler» (Clean Version)
2. «Bonafide Hustler» (Album Version)
3. «Bonafide Hustler» (Instrumental)
4. «Bonafide Hustler» (Acapella)